# Грушковець
Грушковець (словен. Gruškovec) — поселення в общині Циркулане, Подравський регіон‎, Словенія.